# Де Йонг, Вим
Вим де Йонг (30 июня 1922 года — 9 января 2012 года) — нидерландский шашист. Четырёхкратный чемпион Нидерландов. Международный мастер, национальный гроссмейстер. На чемпионате мира в 1956 году стал шестым. 
Член (с 24 ноября 1956 года) символического клуба победителей чемпионов мира Роба Клерка.
В турнире претендентов 1962 года разделил с Мишелем Изаром 2-3 места позади Баба Си. Вим де Йонг скончался в возрасте 89 лет в январе 2012 года.

## Семья
Его отец, Абе, и его брат, Yme — тоже шашисты.